# Château de Pépinvast
Le château de Pépinvast est une demeure, du XVIIIe siècle construite sur les ruines d'un ancien manoir, qui se dresse, dans le Cotentin, sur le territoire de la commune française du Vicel, dans le département de la Manche, en région Normandie. L'édifice est partiellement inscrit au titre des monuments historiques.

## Localisation
Le château est situé, au bout d'une longue allée au milieu des bois, à 1,8 kilomètre au sud-ouest de l'église Notre-Dame du Vicel, dans le département français de la Manche.

## Historique
Le premier château est construit par la famille d'Aigremont, seigneurs de Pépinvast depuis le XVIe siècle. En 1614, Louis d'Aigremont, seigneur de Pépinvast, épouse Guillemette de Ravalet, sœur de Julien et Marguerite de Ravalet.
Vers 1730, Nicolas d'Aigremont, fait (re)construire le château. Jean-Baptiste d'Aigremont naît au château en juillet 1760.
À la fin de l'Empire, en 1819, le domaine est acquis de Prosper d'Aigremont par Jean Le Marois (1776-1836), général comte d'Empire qui y passa, après la chute de l'Empire le reste de sa vie, et qui sera plus tard agrandi par son fils Jules Polydore Le Marois et petit-fils Jean Polydore Le Marois, avec notamment l'adjonction de deux façades, l'une de style « néogothique et l'autre de style néo-Renaissance », avec une profusion de clochetons, faux mâchicoulis, gargouilles, fenêtres à meneaux, de toits pentus et dans un angle d'un immense bow-window. C'est à cette époque que le château est à son apogée ; avec une centaine d'employés qui travaillent au château, au haras fondé en 1870 par Jean Polydore, ou sur les terres du domaine de près de 300 hectares.
En 1968, les deux façades construites par les Le Marois, très dégradées sont détruites ; le château retrouve alors son aspect d'origine. En 2009, Jean-Marie d'Aigremont rachète le château de ses ancêtres.

## Description
Le château de Pépinvast, érigé au XVIIIe siècle, se présente aujourd'hui sous la forme d'un long bâtiment rectangulaire sans ornementations composé d'un rez-de-chaussée surélevé d'un étage et de combles ornés de lucarnes à frontons.
En 1871, dans la partie des communs du château, situés au hameau du Haut, on créa un haras. Le faîtage de leurs toitures est orné de tuiles rondes vernissées à dentelles (« tafettes ») et d'épis de faîtage (« gaudions ») rythmant leurs lucarnes. À noter le pavillon de chasse dont la toiture est d'influence orientale, et les têtes de gibiers qui les surmontent, derniers vestiges des constructions du XIXe siècle. La sellerie abrite un poêle en faïence destiné à chauffer la pièce et maintenir la souplesse des selles et des pièces de harnachements, et à l'extérieur, sur un des murs, un décor en terre cuite peinte.

## Protection
La sellerie, le lavoir et la terrasse avec ses murs de soutènement sont inscrits au titre des monuments historiques par arrêté du 20 novembre 1992.

## Visite
Le parc du château est ouvert lors des Journées du patrimoine et accessible aux groupes toute l'année.

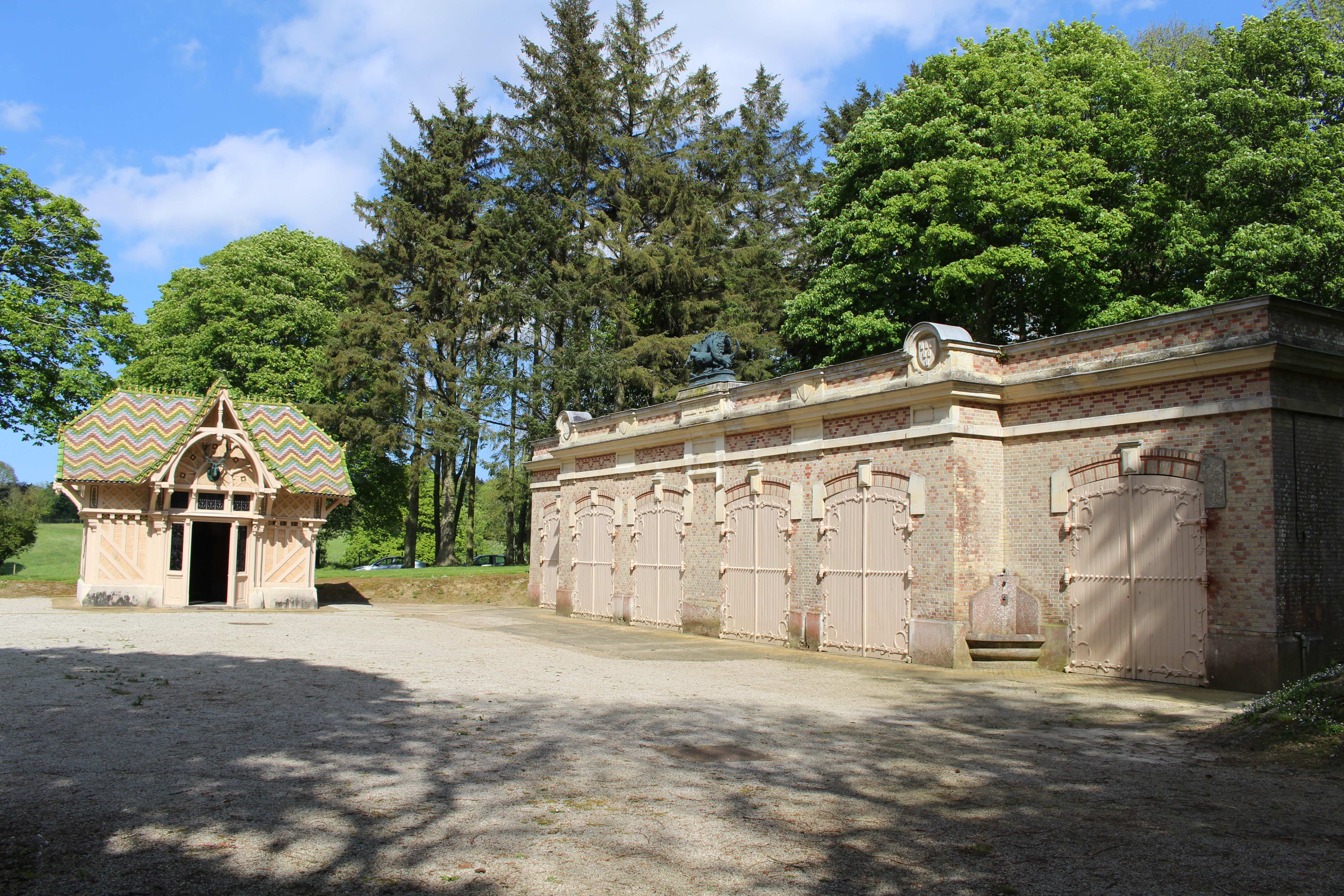
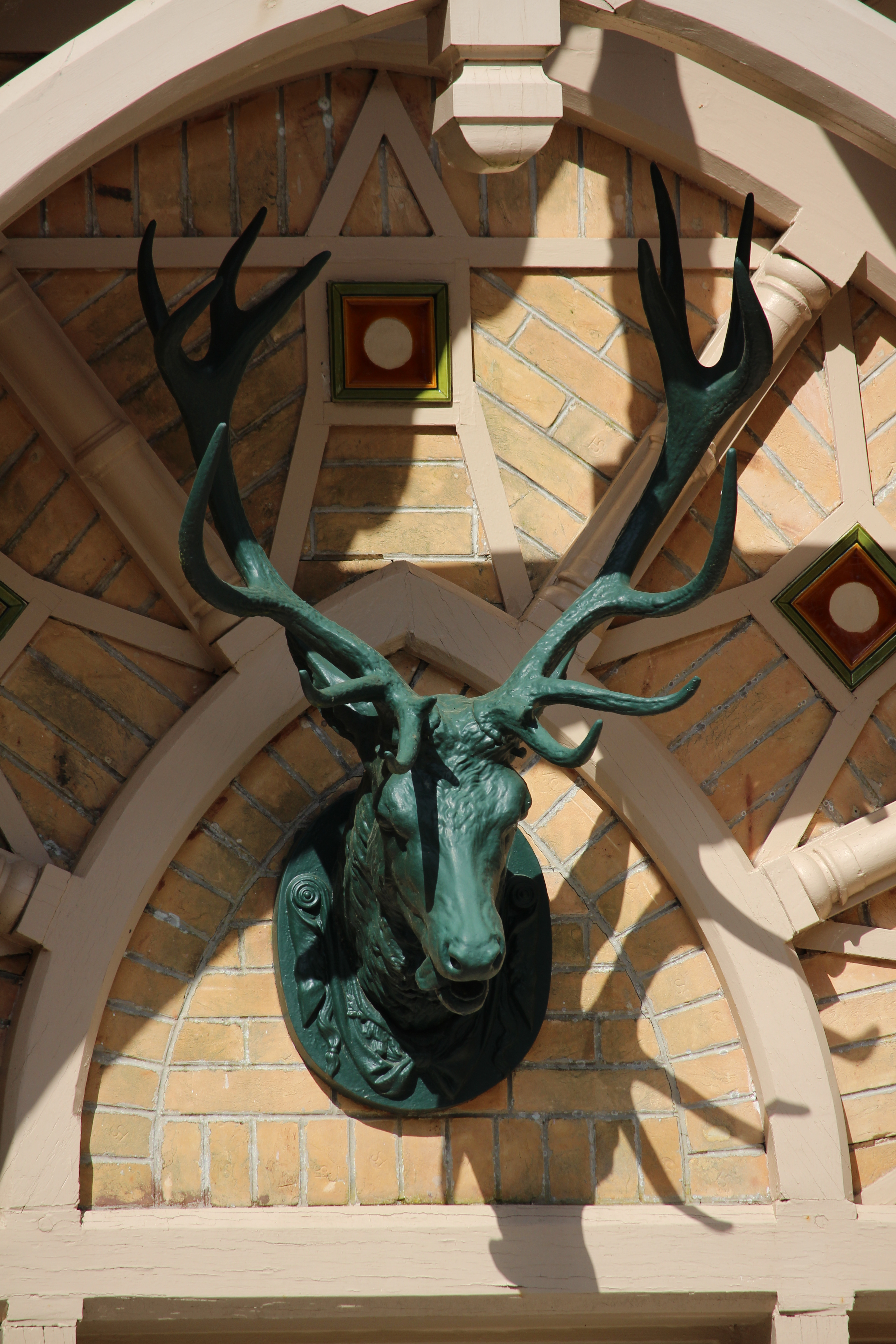
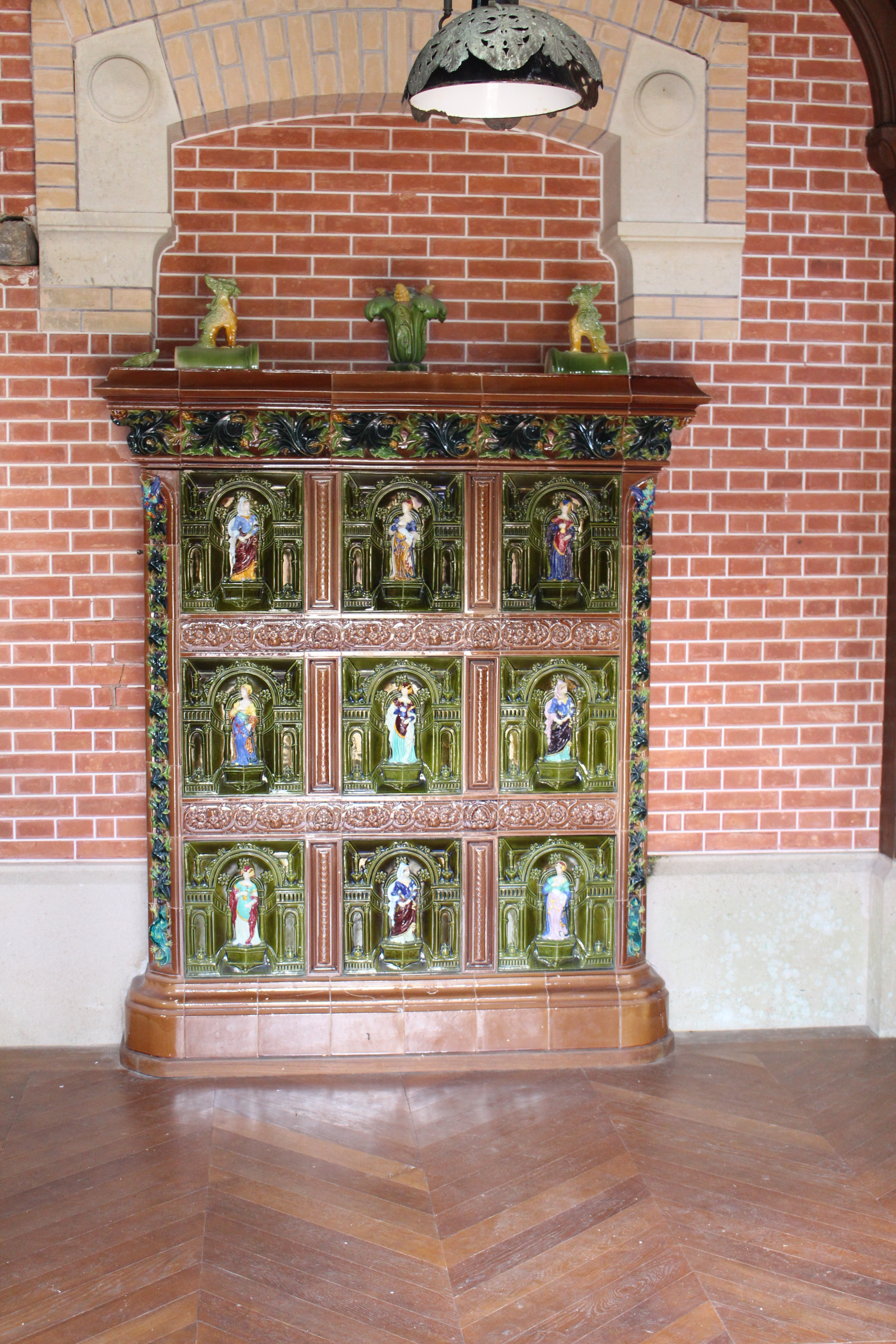
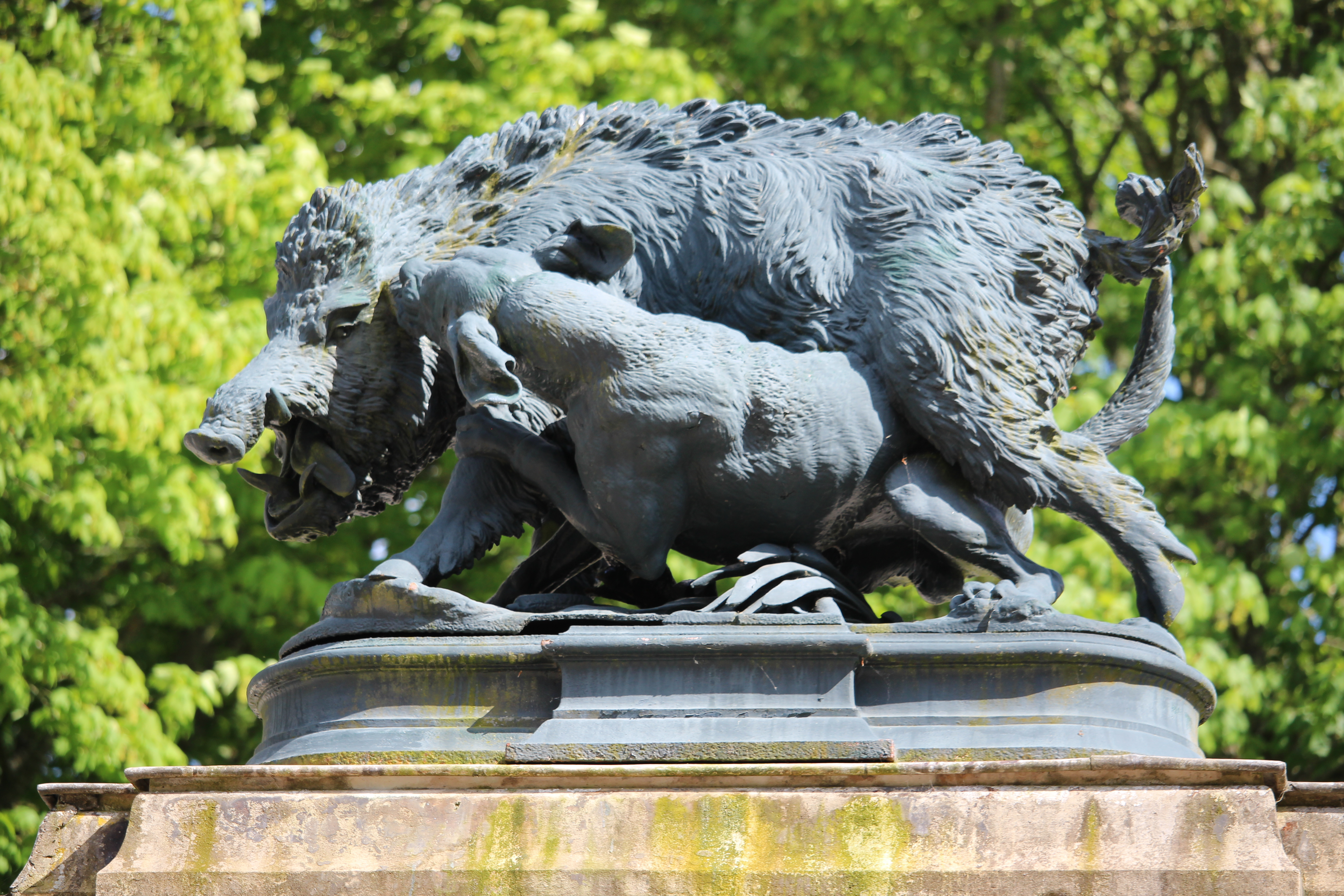
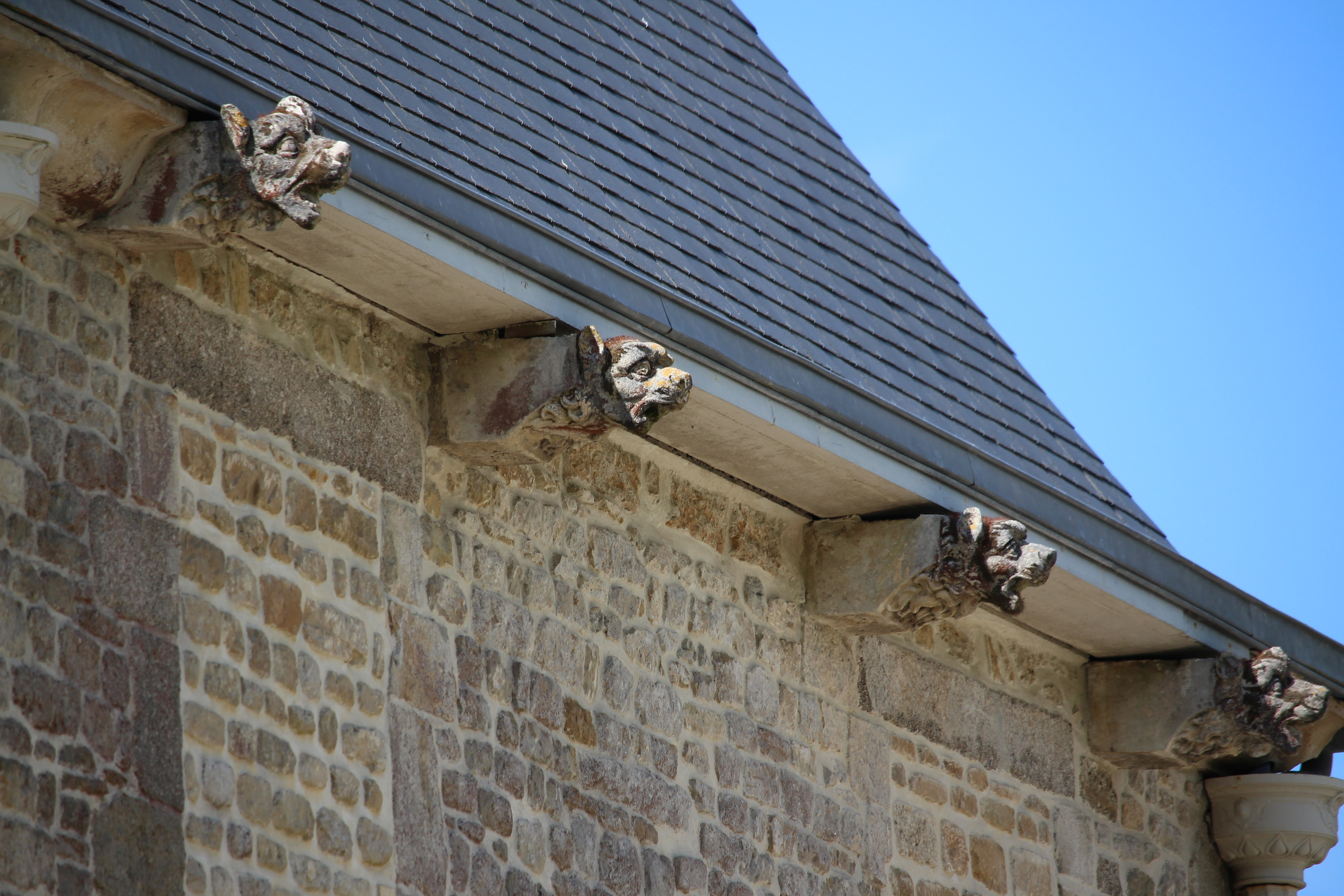